# Erhard Friedberg
Erhard Friedberg é um sociólogo austríaco que passou toda a sua carreira na França. Pesquisador do CNRS, então professor de Sociologia na Sciences Po, ele é um dos principais líderes da análise estratégica  em sociologia das organizações, desenvolvido por Michel Crozier desde a década de 1960 .

## Obras selecionadas
- Observing Policy-Making in Indonesia, Approaches the world of policy-making from the perspective of implementation. (With Mary Hilderbrand) Singapore, Springer, 2017.
- "Organization and Collective Action. Our Contribution to Organizational Analysis" (com Michel Crozier) in S.B. Bacharach, P., Gagliardi & P. Mundell (Eds). Research in the Sociology of Organizations. Vol. XIII, Special Issue on European Perspectives of Organizational Theory, Greenwich, CT: JAI Press, 1995).
- Local Orders. The Dynamics of Organized Action.  Translated by Emoretta Yang. Greenwich, CT: JAI Press, 1997.[1]
- Les Politiques culturelles des villes et leurs administrateurs, (com Mario d'Angelo e Philippe Urfalino). La Documentation française, 1989 (ISBN 2-11-002257-4)
- (Com Michel Crozier) L’acteur et le système, Paris, Seuil, 1977. ISBN 978-2020046770. Actors and Systems: The Politics of Collective Action. Chicago: University of Chicago Press, 1980.[2]